# Уастеци
Хуастеци или Вастеци (енгл. Huastec people), исто тако познати као Хуахтеки и Хуастекоси, су домородачки народ у Мексику, који живи у мексичким државама Веракруз и Сан Луис Потоси, дуж тока реке Пануко и дуж обале Мексичког залива. Хуастеци се, такође, називају (нарочито међу собом) Теенек. Говоре истоименим мајанским језиком. Данас Хуастека има око 80.000. Хуастеци су најсевернији од свих мајанских народа и изоловани су од осталих мајанских народа масом народа Нахуа. Говоре истоименим мајанским језиком.

## Историја
У преколумбовско време Хуастеци су били део мезоамеричке културе те су познати по степенастим пирамидама, градовима и грнчарству. Од осталих мезоамеричких цивилизација су се разликовали по томе што нису носили одећу. Међу осталим мезоамеричким народима и цивилизацијама су били цењени и по музичкој надарености.
Године 1450. су Хуастеке покорили Астеци под вођством Монтезуме I. Између 1519. и 1530. су их покорили Шпанци. С тиме је дошла и римокатоличка вера, те су присиљени носити одећу.